# Dmitri Anuchin
Dmitri Nikoláievich Anuchin (en ruso: Дми́трий Никола́евич Ану́чин) (1843–1923) fue un antropólogo, etnógrafo, arqueólogo y geógrafo ruso, uno de los iniciadores en su país de la etnografía como disciplina científica. Destaca su trabajo para discernir el nacimiento del río Volga.

## Vida y obra

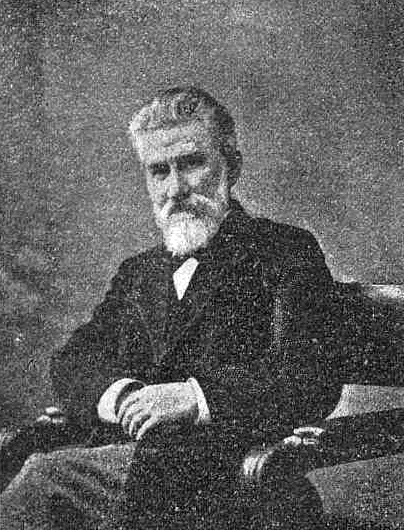
Dmitri Anuchin

Dmitry Nikolayevich Anuchin nació el 27 de agosto de 1843 en San Petersburgo. El padre de Anuchin era un soldado, Nikolay Vasilyevich Anuchin. Su madre, Tatjana Firsovna, era hija de un campesino, pero como su familia era bastante rica, pudo recibir una educación en el internado de San Petersburgo; era el menor de seis hermanos, la mayoría de los cuales murieron en la infancia. Estudió en el gimnasio Lárinski, graduándose en 1860. En sus años escolares perdió a sus dos padres. Después de haberse preparado en lengua griega, ingresó en la facultad de historia y filología de la Universidad de San Petersburgo. La enfermedad le obligó a abandonar la universidad después de un año e ir al extranjero, de donde regresó en 1863.
Miembro de la Sociedad Geográfica Rusa, en 1909 fue convocado a la subsección etnográfica del Duodécimo Congreso Ruso de Científicos Naturales y Físicos celebrado en Moscú, donde se dio el empuje necesario para profesionalizar la etnografía, que hasta entonces había estado en manos de misioneros y aficionados. Aun así, se opuso a la solicitud de Lev Sternberg para el establecimiento de una agencia imperial de etnografía, temiendo que su actividad acabaría demasiado ligada con la burocracia zarista.
A pesar de su oposición a la burocratización de las instituciones, en 1915, se integró en la Comisión para el Estudio de las Fuerzas Productivas Naturales de Rusia (KEPS), implicada en la movilización de los recursos del Imperio ruso en tiempo de guerra. Propuso a una segunda comisión gubernamental el patrocinio de un trabajo para estudiar la población de acuerdo con las líneas de investigación de la Agencia Americana de Etnología. La Academia rusa de Ciencias rechazó su propuesta como irrealizable, pero estableció dentro del KEPS un Comité para la Descripción de Rusia por Regiones. Esto se explica como consecuencia de la escasez de recursos disponibles, pues la mayoría de los etnógrafos habían sido destinados a hospitales militares e instituciones similares para ayudar con el esfuerzo de guerra.
Entre 1894 y 1895, Dmitri Anuchin tomó parte en la expedición bajo la dirección de A. A. Tillo para estudiar los orígenes del Volga, Dviná Occidental, Dniéper, lagos del Alto Volga y el lago Seliguer, con el fin de aclarar los motivos de la reducción del caudal de los ríos en la provincia de Tver, dirimiendo finalmente la cuestión de la fuente del Volga.
Dmitri Anuchin murió el 4 de junio de 1923, y fue enterrado en el cementerio de Vagánkovo.

## Reconocimientos
- Orden de St. Vladímir, Grado 3 y 4;
- Orden de St. Anna, Grado 2;
- Legión de Honor, Grado de "Caballero" (Francia);
- Medalla Konstantínovskaya de la Sociedad Geográfica Rusa (1913)
- El cráter lunar Anuchin, el Instituto de Antropología en la Universidad Estatal de Moscú, un glaciar en Nueva Zembla, otro de las Islas Kuriles y una montaña en los Urales están nombrados en su honor.

## Lecturas relacionadas
- Esakov, V.A. (1970). «Anuchin, Dmitrii Nikolaevich». Dictionary of Scientific Biography 1. New York: Charles Scribner's Sons. pp. 173-175. ISBN 0-684-10114-9."Anuchin, Dmitrii Nikolaevich". Dictionary of Scientific Biography 1. New York: Charles Scribner's Sons. pp. 173–175. ISBN 0-684-10114-9.